# Herbetswil
Herbetswil är en ort och kommun i distriktet Thal i kantonen Solothurn, Schweiz. Kommunen har 605 invånare (2023).